# Revista Internacional de Microbiología Sistemática y Evolutiva
International Journal of Systematic and Evolutionary Microbiology  (Revista Internacional de Microbiología Sistemática y Evolutiva ), es una revista científica revisada por pares que cubre la investigación en el campo de la sistemática microbiana que se estableció en 1951. Su alcance abarca la taxonomía, nomenclatura, identificación, caracterización, preservación del cultivo, filogenia, evolución y biodiversidad de todos los microorganismos, incluidos los prokaryotes, las levaduras y los organismos similares a levaduras, los protozoos y las algas. La revista se publica mensualmente por la Sociedad de Microbiología.
Publicación oficial del Comité Internacional de Sistemática de Procariotas (ICSP) y de la Unión Internacional de Sociedades Microbiológicas (División de Bacteriología y Microbiología Aplicada), la revista es el único foro internacional oficial para la publicación de nuevos nombres de especies para procariotas. Además de los artículos de investigación, la revista también publica las actas de las reuniones del ICSP y sus diversos subcomités.

## Antecedentes e historia
Desde la primera identificación de una especie bacteriana en 1872, las especies microbianas fueron nombradas de acuerdo con la nomenclatura binomial, basándose en características descriptivas en gran parte subjetivas. A fines del siglo XIX, sin embargo, estaba claro que esta nomenclatura y sistema de clasificación requería una reforma. Aunque se inventaron varios sistemas de nomenclatura comprensivos diferentes (más notablemente, que se describe en el Manual de Bacteriología Determinativa de Bergey, publicado por primera vez en 1923), ninguno ganó reconocimiento internacional. En 1930, se creó un solo organismo internacional, ahora llamado Comité Internacional de Sistemática de Procariotas (ICSP), para supervisar todos los aspectos de la nomenclatura procariótica. El trabajo comenzó en 1936 al redactar un Código de Nomenclatura Bacteriológica, cuya primera versión fue aprobada en 1947.
En 1950, en el V Congreso Internacional de Microbiología, se estableció una revista para difundir las conclusiones del comité a la comunidad microbiológica. Apareció por primera vez el año siguiente bajo el título de Boletín Internacional de Nomenclatura Bacteriológica y Taxonomía. En 1980, el ICSP publicó una lista exhaustiva de todas las especies bacterianas existentes consideradas válidas en las listas aprobadas de nombres bacterianos. A partir de entonces, el código del comité exigía que todos los nombres nuevos se publicaran o indizasen en su revista para que se consideraran válidos.
El diario fue publicado trimestralmente por Iowa State College Press, que luego aumentó a bimensualmente. En 1966, la revista pasó a llamarse International Journal of Systematic Bacteriology. La portada en un punto tenía una cita de Mueller: "la determinación segura y definida (de especies de bacterias) requiere tanto tiempo, tanta perspicacia de ojo y juicio, tanta perseverancia y paciencia que apenas hay cualquier otra cosa tan difícil ". Entre 1971 y fines de 1997, la revista fue publicada por la Sociedad Americana de Microbiología.
La publicación se trasladó al Reino Unido en 1998, siendo asumida por la Society for General Microbiology, conjuntamente con Cambridge University Press. El título fue cambiado a Revista Internacional de Microbiología Sistemática y Evolutiva, (International Journal of Systematic and Evolutionary Microbiology) en 2000, para reflejar el enfoque ampliado de la revista. Un rediseño importante hizo que la revista se alineara con las otras tres revistas de la sociedad en 2003, y en la misma fecha la impresora / tipógrafo cambió al Grupo Charlesworth. La frecuencia aumentó a mensual en 2006.

## Papel en la validación de la nomenclatura
La revista publica trabajos de investigación que establecen nuevos nombres procarióticos, que se resumen en una lista de notificaciones. Cada edición mensual también contiene una compilación de nuevos nombres validados (la lista de validación) que se han publicado previamente en otras revistas científicas o libros. Desde agosto de 2002, las publicaciones relacionadas con nuevos taxones bacterianos y la validación de publicaciones en otros lugares han exigido que se hayan depositado cepas de tipo en dos colecciones públicas reconocidas en diferentes países.
A partir de 2007, la revista ha validado oficialmente alrededor de 6500 especies y 1500 géneros. Se estimó en 2004 que se habían publicado más de 300 nuevos nombres, pero no se habían validado.

## Revista moderna
A partir de 2012, el editor en jefe es Aharon Oren (Universidad Hebrea de Jerusalén). Según el Journal Citation Reports, la revista tiene un factor de impacto de 2.112 en 2012.